# Paragutzlaffia henryi
Paragutzlaffia henryi là một loài thực vật có hoa trong họ Ô rô. Loài này được (Hemsl.) H.B. Cui mô tả khoa học đầu tiên năm 1990.